# Куниль

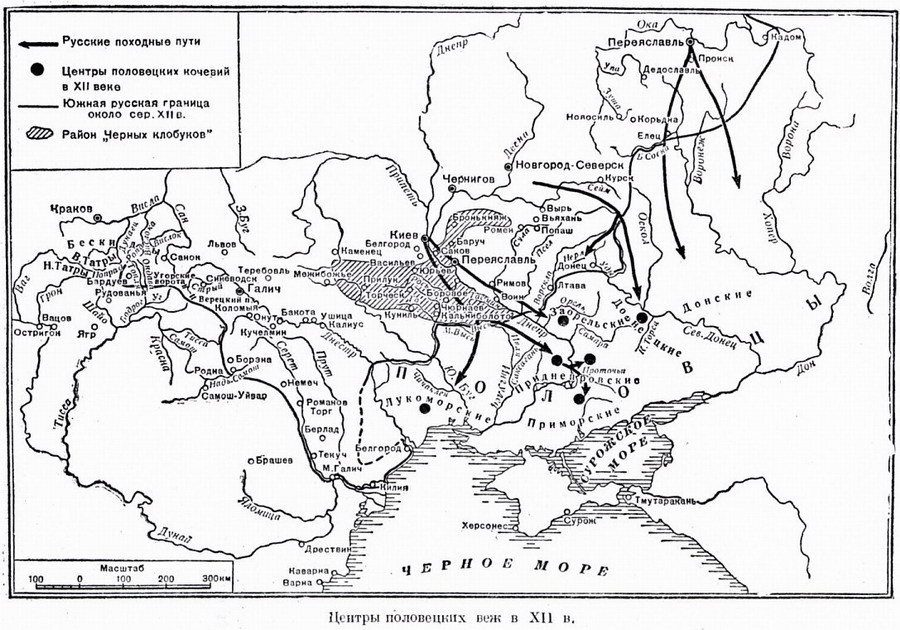
Куниль на карте расселения чёрных клобуков («юго-восточная» версия)

Куниль — древнерусский город, упоминаемый в Ипатьевской летописи под 1150 годом. Летопись повествует о приезде князя Изяслава Мстиславича из Дорогобужа в Куниль, куда на встречу с ним съехались чёрные клобуки. Согласно одной из версий, это был город, принадлежавший чёрным клобукам. Куниль до сих пор надёжно не локализован. Высказывались предположения, что он связан с селом Конела Черкасской области или одноимённой речкой, на которой оно находится. Этимология названия, возможно, связана с тюркскими языками. Леонтий Войтович придерживался иной версии. По его словам, Куниль располагался в Волынском княжестве на реке Случь.